# Arctic National Wildlife Refuge
L'Arctic National Wildlife Refuge (ANWR) è un'area naturale protetta degli Stati Uniti che si trova nella zona nord-orientale dello stato dell'Alaska. Il Parco fu istituito nel 1960 e successivamente ingrandito fino alla dimensione attuale di circa 78.000 km². L'area è amministrata dal United States Fish and Wildlife Service ed è il più grande dei 16  National Wildlife Refuge presenti in Alaska.

## Storia
Il parco fu istituito il 9 dicembre 1960 con il nome di Arctic National Wildlife Range ed una superficie di circa 36.000 km². Nel 1971, a seguito della emissione da parte del Congresso americano del Alaska Native Claims Settlement Act, altri 16.000 km² vennero aggiunti all'Arctic National Wildlife Range. Nel dicembre del 1980 il Congresso approvò la Alaska National Interest Lands Conservation Act (ANILCA) che prevedeva l'aggiunta di circa 37.000 km² alla superficie iniziale e la nuova designazione dell'area come Arctic National Wildlife Refuge. Inoltre con questa legge una parte del territorio totale, pari a circa 30.000 km² venne designata come area selvaggia mentre una sezione costiera, nota come "sezione 1002", della superficie di circa 6.070 km² venne aperta alla possibile esplorazione limitata di gas e petrolio.

## Territorio
L'ANWR è situato nell'angolo nord-est dell'Alaska. È delimitato a est dal confine Canadese, a nord dal mare di Beaufort, ad ovest dal fiume Canning nella zona nord-ovest, mentre nella zona sud-ovest giunge sino al fiume Atigun. Il limite sud dell'ANWR si spinge oltre lo spartiacque continentale; il confine sud-ovest è segnato dal fiume Chandalar (un affluente dello Yukon) fino ad Arctic Village, da qui il confine scende fino al villaggio di Christian sul fiume omonimo, e quindi si dirige verso sud-est fino ad incontrare il confine Canadese a sud del fiume Porcupine. Nella zona sud-est l'area confina con il Yukon Flats National Wildlife Refuge.
Il territorio ha una larghezza massima in direzione est-ovest di circa 340 km che raggiunge fra il confine canadese e il fiume Atign. In direzione nord-sud l'estensione massima di circa 310 km si raggiunge fra la costa sul mare di Beauford ed il fiume Porcupine.